# Купсола (Новоторъяльский район)
 Купсола  — деревня в Новоторъяльском районе Республики Марий Эл. Входит в состав Староторъяльского сельского поселения.

## География
Находится в северо-восточной части республики Марий Эл на расстоянии приблизительно 7 км по прямой на юго-восток от районного центра посёлка Новый Торъял.

## История
В 1850 году в селении проживали 210 человек. В 1884 году деревня Купсола отмечена как полностью марийская. К этому времени в 25 дворах Купсолы и Эшпалтино проживали 122 человека. В 1905 году в 42 дворах деревни проживали 304 человека. В 1925 года количество живущих составляло 137 человек. В 1970 году в деревне проживали 123 человека. В 1976 году закрыли начальную школу, через шесть лет — медпункт, а в середине 1980-х годов — клуб. В 2003 году в деревне Купсола оставался 31 дом. В советское время работал колхоз «1 Мая», позднее КДП «Прогресс».

## Население
Население составляло 74 человека (мари 97 %) в 2002 году, 53 в 2010.